# Сет (град)
Сет (фр. Sète) је град у Француској, у региону Лангдок-Русијон, у департману Еро.
По подацима из 2010. године број становника у месту је био 42.774.

## Демографија
| 1962.  | 1968.  | 1975.  | 1982.  | 1990.  | 2011.  |
| ------ | ------ | ------ | ------ | ------ | ------ |
| 36.301 | 40.476 | 39.258 | 39.545 | 41.510 | 43.408 |

## Партнерски градови
- Нојбург на Дунаву
- Мазаган
- Четара